# Diffa (regió)
Diffa és una regió del Níger amb capital a la ciutat de Diffa. La regió cobreix 140,216 km². Diffa està subdividida en tres departaments: Diffa, Maine-Soroa i N'guigmi. Limita amb el Txad i Nigèria i internament amb les regions de Zinder i Agadez.